# 5435 Kameoka
5435 Kameoka este un asteroid din centura principală de asteroizi.

## Descriere
5435 Kameoka este un asteroid din centura principală de asteroizi. A fost descoperit pe 21 ianuarie 1990 la Dynic de Atsushi Sugie. El prezintă o orbită caracterizată de o semiaxă mare de 3,16 ua, o excentricitate de 0,13 și o înclinație de 18,1° în raport cu ecliptica.